# Psolidium complanatum
Psolidium complanatum is een zeekomkommer uit de familie Psolidae.
De wetenschappelijke naam van de soort werd in 1969 gepubliceerd door Gustave Cherbonnier.